# Monitor Fluvial Paraguassú (P-2)

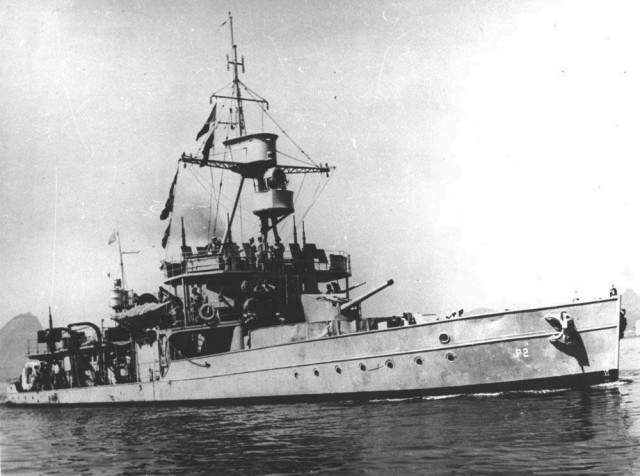
Monitor Fluvial Paraguassú (P-2)

O Monitor Fluvial Paraguassú (P-2) é um navio da Marinha do Brasil da Classe Pernambuco.A embarcação da mesma classe do M Parnaíba (U-17) que ainda esta na ativa (2008), tinha como sede a cidade de Ladário. Ainda é possível avistá-lo, no outro lado da margem do rio Paraguai, do cais da Base Fluvial de Ladário.

## Cronologia
- Batimento de Quilha: 11 de junho de 1890 (Quilha batida com o nome de Maranhão)
- Lançamento: 11 de junho de 1931 (1º lançamento com o nome de Vitória)
- Lançamento:  28 de dezembro de 1938 (2º lançamento com o nome de Paraguassú, após ampla modificação)
- Incorporação a Armada: 8 de maio de 1940

## Origem do nome
Este foi o quarto barco da Marinha brasileira a adotar este nome, de um total de cinco. Foram eles Fragata Paraguaçu (1816), Canhoneira a Vapor Paraguaçu, Cábrea Flutuante Paraguaçu e o NTrFlu Paraguassú (G-15).
Na língua indígena tupi, Paraguaçu significa Mar Grande. Foi também o nome da índia tupinambá, esposa de Diogo Álvares um náufrago português.

## Projeto
O projeto original deve-se ao Eng. Naval João Cândido Brial. Inicialmente previa-se a instalação de canhões de 80mm, posteriormente o projeto foi alterado para receber canhões de maior calibre.

## Características
- Deslocamento: 500 ton. (padrão) e 650 ton (carregado).
- Dimensões:

44,72 m de comprimento,
10,60 m de boca,
2,40 m de pontal e
1,60 m de calado.
- Propulsão: a vapor, com duas máquinas horizontais gerando 800 hp.
- Velocidade: 12 nós
- Armamento:

1 canhão L/45 de 120 mm,
2 canhões L/40 de 47 mm,
2 morteiros de 87 mm e
8 metralhadoras Oerlikon de 20 mm em reparos singelos Mk 4.

## Segunda Guerra Mundial
Participou da defesa do porto de Salvador entre 1943 e 1945.